# Stenocarpus heterophyllus
Stenocarpus heterophyllus är en tvåhjärtbladig växtart som beskrevs av A. Brongn. & Gris. Stenocarpus heterophyllus ingår i släktet Stenocarpus och familjen Proteaceae. Inga underarter finns listade i Catalogue of Life.